# Ялугин, Павел Владимирович
Па́вел Влади́мирович Ялу́гин (8 [21] сентября 1910 года — 22 марта 1990 года) — участник Великой Отечественной войны, адъютант старший батальона 120-го гвардейского стрелкового полка 39-й гвардейской стрелковой дивизии 8-й гвардейской армии 3-го Украинского фронта, Герой Советского Союза (1944).

## Биография
Родился 8 (21) сентября 1910 года в деревне Янова ныне Лепельского района Витебской области в семье крестьянина. Жил в городе Ростов-на-Дону. Окончил 9 классов. Работал прессовщиком на заводе «Ростсельмаш».
В 1932—1934 годах проходил действительную службу в Красной армии. С 1935 года служил в органах НКВД. С мая 1935 года по январь 1941 был помощником начальника военно-пожарной команды по строевой части в посёлке Нефтегорском Апшеронского района Краснодарского края.
В июне 1941 года был вновь призван в армию. В 1942 году окончил Орджоникидзевское военное пехотное училище. Воевал на Северо-Западном, Сталинградском и 3-м Украинском фронтах. В 1943 году вступил в ВКП(б). Отличился в боях при форсировании Днепра.
24 октября 1943 года гвардии капитан Ялугин в главе передового отряд на лодках переправился через реку Днепр в районе города Днепропетровска. Бойцы с ходу штурмом взяли первую траншею, чем обеспечили дальнейшее расширение плацдарма.
Указом Президиума Верховного Совета СССР от 19 марта 1944 года за образцовое выполнение заданий командования и проявленные мужество и героизм в боях с немецко-фашистскими захватчиками гвардии капитану Ялугину Павлу Владимировичу присвоено звание Героя Советского Союза с вручением ордена Ленина и медали «Золотая Звезда» .
После войны продолжал службу в армии. В 1954 году окончил Московский строительный техникум. Был командиром военно-строительного отряда.
С 1969 года подполковник П. В. Ялугин — в запасе. Жил в Москве. Скончался 22 марта 1990 года. Похоронен на родине в деревне Суша Витебской области Республики Беларусь.

## Награды и звания
- Звание Герой Советского Союза (Указ Президиума Верховного Совета СССР от 19 марта 1944 года):
  - Орден Ленина № 50160
  - Медаль «Золотая Звезда» № 7547
- Орден Отечественной войны I степени (Указ Президиума Верховного Совета СССР от 11 марта 1985 года);
- Орден Красной Звезды;
- Медаль «За оборону Сталинграда» (Указ Президиума Верховного Совета СССР от 22 декабря 1942 года);
- Медаль «За победу над Германией в Великой Отечественной войне 1941—1945 гг.» (Указ Президиума Верховного Совета СССР от 9 мая 1945 года);
- Другие медали СССР.

## Память
- Похоронен на родине, в деревне Суша Лепельского района.
- Имя Героя носила пионерская дружина Сушанской школы Лепельского района.
- Мемориальная доска П. В. Ялугину. Установлена на здании пожарной аварийно-спасательной части № 1 Лепельского районного отдела по чрезвычайным ситуациям[5].